# Región Autónoma de la Costa Caribe Norte
Die Región Autónoma de la Costa Caribe Norte (RACCN; deutsch Autonome Region nördliche Karibikküste, ehemals Región Autónoma del Atlántico Norte, deutsch Autonome Region Nordatlantik) ist eine von zwei autonomen Regionen im Osten Nicaraguas. Sie bestehen als Verwaltungseinheit neben den 15 Departamentos in Nicaragua. Die beiden autonomen Gebiete entstanden durch eine neue Verfassung im Jahr 1987 und die daraufhin folgende Teilung des Departamentos Zelaya.
Die Hauptstadt der Region ist Puerto Cabezas. Die Fläche beträgt 32.195 km² bei einer Bevölkerungszahl von rund 390.670 Einwohnern (Berechnung 2016), was einer Bevölkerungsdichte von etwa 14 Einwohnern/km² entspricht.
Die Región Autónoma de la Costa Caribe Norte ist in acht Municipios unterteilt:
1. Bonanza
2. Prinzapolka
3. Puerto Cabezas
4. Rosita
5. Siuna
6. Waslala
7. Waspán
8. Mulukulú